# 3292 Sather
3292 Sather este un asteroid din centura principală, descoperit pe 24 septembrie 1960, de PLS.